# Турецкий страх

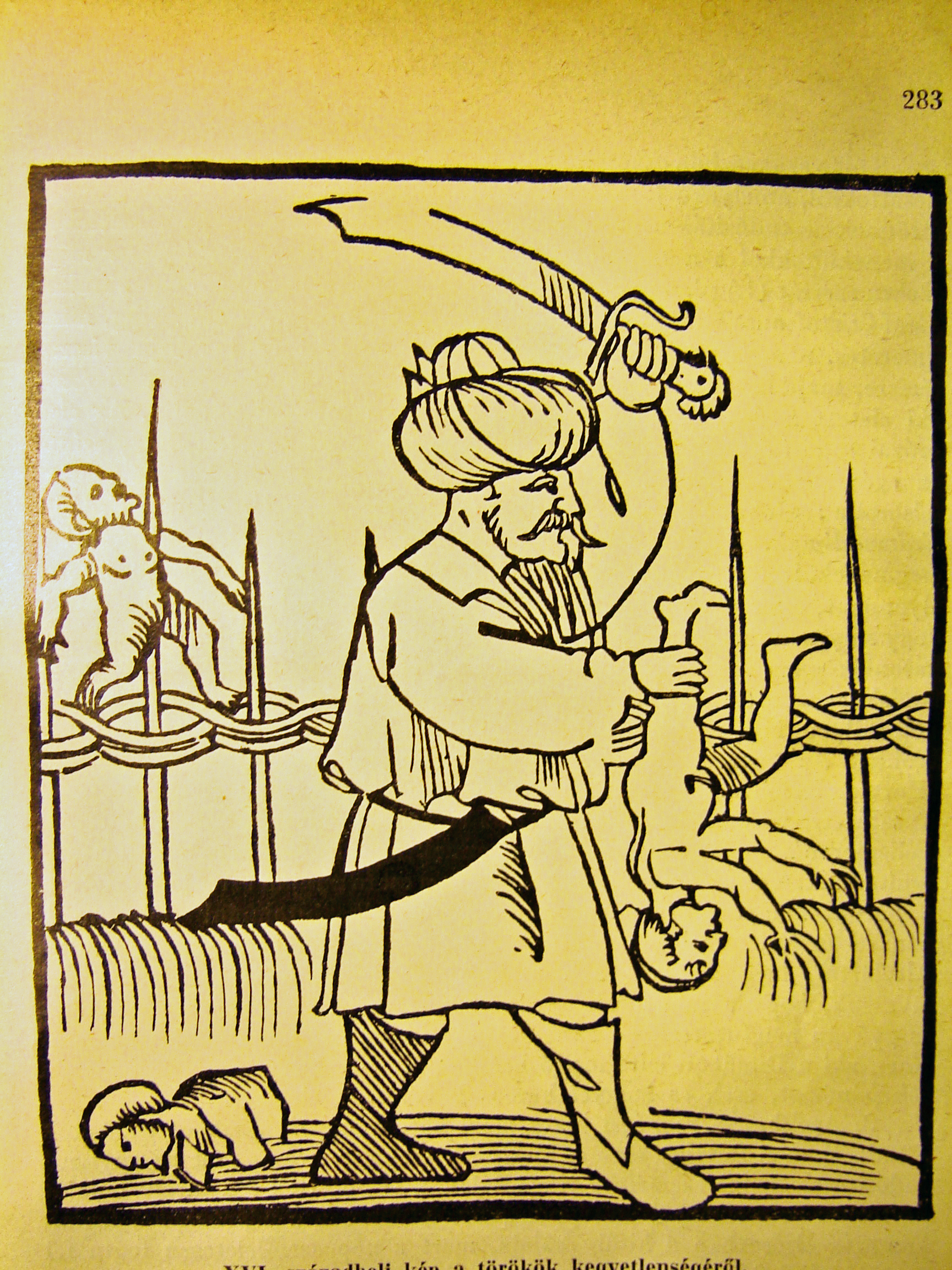
Османы в Европе.

Турецкий страх (итал. Mamma li Turchi) и Турецкая угроза (нем. Türkengefahr) — популярное современное выражение в историографии для обозначения упаднического и апокалиптичного общественного настроения в Западной Европе и особенно в Италии и Германии после падения Константинополя (1453) в период XVI—XVII веков до конца Великой турецкой войны.
В XVI веке было опубликовано около 2500 печатных палеотипов о турках в Европе (более 1000 из которых на немецком языке). В этих публикациях читателю внушался в первую очередь образ «кровожадного турка». Кроме того, между 1480 и 1610 годами было напечатано в два раза больше книг о турецкой угрозе для Европы, чем об открытии Нового Света (Америки).